# Sasha Alexander
Pour les articles homonymes, voir Alexander.
 (mars 2019).
Si vous disposez d'ouvrages ou d'articles de référence ou si vous connaissez des sites web de qualité traitant du thème abordé ici, merci de compléter l'article en donnant les références utiles à sa vérifiabilité et en les liant à la section « Notes et références ».
Suzana Drobnjaković, plus connue sous le nom de Sasha Alexander, née le 17 mai 1973 à Los Angeles, Californie (États-Unis) est une actrice américaine.
Elle a choisi pour nom de scène Alexander, en référence au prénom de son frère.

## Biographie
Sasha Alexander (née Suzana S. Drobnjaković) est née le 17 mai 1973 à Los Angeles, Californie (États-Unis). Elle a un frère, Alexander Drobnjakovic.
A 14 ans, elle a chanté dans le groupe Everything Nice.
Elle est diplômée de l'USC School of Cinematic Arts.

### Vie privée
Depuis le 11 août 2007, elle est mariée à Edoardo Ponti,, le fils de l'actrice Sophia Loren et du producteur Carlo Ponti. Ils se sont mariés à Genève, en Suisse et ont eu ensemble une fille prénommée Lucia Sofia (née le 12 mai 2006 à Genève),. Le deuxième prénom de leur fille a été choisi en hommage à Sophia Loren. Leur second enfant est un garçon prénommé Leonardo Fortunato né le 20 décembre 2010 à Genève également,,.

## Carrière
Sasha Alexander se fait remarquer dans la série Dawson dans le rôle de Gretchen,, la sœur de Pacey, interprété par Joshua Jackson. En 2001, elle tient le rôle de Susie dans le film Lucky 13 dont elle est coproductrice.
Après l'échec de Wasteland, elle joue en 2002 dans Hôpital San Francisco, qui est aussi rapidement annulé. En 2003, Sasha Alexander est rappelée par CBS et est engagée dans la série NCIS : Enquêtes spéciales où elle remplace l'actrice Robyn Lively qui avait joué dans les deux épisodes de JAG, préparant l'arrivée de cette série,.
Elle joue le rôle d’une journaliste qui interviewe Joey dans un épisode de Friends.
À l'issue de la saison 2 de NCIS : Enquêtes spéciales, elle quitte la série qui s'avère trop éprouvante physiquement pour elle, afin de pouvoir se consacrer à son projet de fonder une famille.
Au cinéma, on la retrouve en 2006 dans Mission impossible 3, où elle interprète le rôle de Melissa Meade aux côtés de Tom Cruise,, puis, en 2008, dans Yes Man, avec Jim Carrey, et en 2009 dans Ce que pensent les hommes, aux côtés de Ben Affleck et de Jennifer Aniston qu'elle retrouve la même année dans Love Happens avec Aaron Eckhart.
De 2010 à 2015, elle joue dans la série américaine de la TNT Rizzoli et Isles, aux côtés de Angie Harmon, le rôle du médecin légiste Maura Isles, accro à la mode.

## Filmographie

### Cinéma
- 1999 : Les Frères Falls (Twin Falls Idaho) de Michael et Mark Polish : Miss America
- 2001 : All Over the Guy de Julie Davis : Jackie Samantha Gold
- 2005 : Lucky 13 de Chris Hall : Susie
- 2006 : Mission impossible 3 (Mission : Impossible III) de J. J. Abrams : Melissa Meade
- 2008 : The Last Lullaby de Jeffrey Goodman : Sarah
- 2008 : Tenure de Mike Million :
- 2009 : Yes Man de Peyton Reed : Lucy Barnes
- 2009 : Coup de foudre à Seattle (Love Happens) de Brandon Camp : La photographe
- 2009 : Ce que pensent les hommes (He's Just Not That Into You) de Ken Kwapis : Catherine
- 2010 : Coming and Going d'Edoardo Ponti : Alex Michaels
- 2013 : The Girl from Nagasaki de Michel Comte et Ayako Yoshida : Adelaide
- 2017 : Bernard and Huey de Dan Mirvish : Roz
- 2018 : Amanda McKay de Mark Haber : Marianne
- 2018 : Ride d'Alex Ranarivelo : Mary Anna Buultjens
- 2020 : Mensonges et Trahisons (Dangerous Lies) de Michael Scott : Détective Chesler
- 2020 : Deathstroke : Knights & Dragons : The Movie de Sung Jin Ahn : Adeline Kane Wilson (voix)

### Télévision

#### Séries télévisées
- 1999 : Wasteland : Jesse Presser
- 2000 - 2001 : Dawson : Gretchen Witter
- 2001 : Friends : Une journaliste
- 2001 : Les Experts (CSI : Crime Scene Investigation) : Robin Childs
- 2002 : Hôpital San Francisco (Presidio Med) : Dr Jackie Collette
- 2002 : Greg the Bunny : Laura Carlson (voix)
- 2003 - 2005 puis 2012 et 2015 : NCIS : Agent Caitlin Todd (principal saison 1 et 2, invité saison 3, 8, 9 et 12)
- 2005 : DOS : Division des opérations spéciales (E-Ring) : Allyson Merrill
- 2006 : The Nine : 52 heures en enfer (The Nine) : Juliana
- 2010 : Dr House : Nora
- 2010 : Dark Blue : Unité infiltrée (Dark Blue) : Agent Julia Harris
- 2010 - 2016 : Rizzoli and Isles : Maura Isles
- 2015 - 2016 : Shameless : Helene Runyon
- 2018 : New York, unité spéciale (Law and Order : Special Victims Unit) : Anna Mill (saison 20, épisode 7)
- 2019 : FBI : Valérie Caldwell (saison 2, épisode 3)
- 2020 : Histoires fantastiques (Amazing Stories) : Paula Porter
- 2020 : Larry et son nombril (Curb Your Enthusiasm) : Michelle
- 2020 : Deathstroke : Knights & Dragons : Adeline Kane Wilson (voix)
- 2023 : New York, police judiciaire : Kristin Bartell (saison 22, épisode 19)
- 2023 : The Morning Show : Selma

#### Téléfilm
- 2009 : The Karenskys de Pamela Fryman : Emily Atwood